# Mistrzostwa Europy w Lekkoatletyce 1946 – sztafeta 4 × 400 m mężczyzn
Sztafeta 4 × 400 metrów mężczyzn była jedną z konkurencji rozgrywanych podczas III Mistrzostw Europy w Oslo. Rozegrano od razu bieg finałowy 25 sierpnia 1946 roku. Zwycięzcą tej konkurencji została sztafeta francuska w składzie: Bernard Santona, Yves Cros, Robert Chef d’Hôtel i Jacques Lunis. W rywalizacji wzięło udział dwudziestu czterech zawodników z sześciu reprezentacji.

## Rekordy
| Rekord świata     | Stany Zjednoczone · (Ivan Fuqua, Edgar Ablowich, Karl Warner, Bill Carr)         | 3:09,2 | Los Angeles, Stany Zjednoczone | 07.08.1932 |
| Rekord Europy     | Wielka Brytania · (Freddie Wolff, Godfrey Rampling, Bill Roberts, Godfrey Brown) | 3:09,0 | Berlin, Niemcy                 | 09.08.1936 |
| Rekord mistrzostw | Niemcy (Hermann Blazejezak, Manfred Bues, Erich Linnhoff, Rudolf Harbig)         | 3:13,7 | Paryż, Francja                 | 05.09.1938 |

## Wyniki
| Miejsce | Reprezentacja   | Zawodnicy                                                                 | Czas   |
| ------- | --------------- | ------------------------------------------------------------------------- | ------ |
| 1       | Francja         | Bernard Santona, Yves Cros, Robert Chef d’Hôtel, Jacques Lunis            | 3:14,4 |
| 2       | Wielka Brytania | Ronald Ede, Derek Pugh, Bernard Elliott, Bill Roberts                     | 3:14,5 |
| 3       | Szwecja         | Folke Alnevik, Stig Lindgård, Sven-Erik Nolinge, Tore Sten                | 3:15,0 |
| 4       | Dania           | Herluf Christensen, Knud Greenfort, Gunnar Bergsten, Niels Holst-Sørensen | 3:15,4 |
| 5       | Szwajcaria      | Werner Rugel, Werner Christen, Karl Volkmer, Oskar Hardmeier              | 3:20,8 |
| 6       | Czechosłowacja  | Vlastimil Holeček, Tomáš Šalé, Jiří David, Leopold Láznička               | 3:33,6 |